# Yavuz Ekinci
Yavuz Ekinci (geboren 1979 in der Provinz Batman) ist ein kurdischer Schriftsteller, Drehbuchautor und Pädagoge, der auf Türkisch schreibt.

## Leben
Yavuz Ekinci wurde 1979 im kurdischen Südosten der Türkei geboren. Im Jahre 2001 studierte er Pädagogik an der Dicle Üniversitesi (Tigris-Universität) in Diyarbakır und arbeitete als Lehrer. Er schrieb Romane und Kurzgeschichten über das Schicksal der Kurden in der Türkei und ist Herausgeber einer Reihe mit kurdischer Exilliteratur. Im Jahr 2005 wurde er Gewinner des Haldun-Taner-Preises.
Seine Kurzgeschichte Bana İsmail Deyi (dt. Nenn mich Ismail) wurde vom Schauspiel Dortmund 2018 für die Bühne adaptiert.
Ekinci lebt in Istanbul. Seit Juni 2023 lebt er mithilfe des PEN Berlin vorübergehend in Deutschland.

## Verhaftungen in der Türkei
Im Jahr 2018 mit der Veröffentlichung seines Romans Die Tränen des Propheten, der auch in deutscher Übersetzung vorliegt, begann die Verfolgung des Autors durch den türkischen Staat.
Die rechte und islamistische Tageszeitung Yeni Akit hatte damals einen empörten Artikel veröffentlicht, in dem sie ihn als vermeintlichen Skandalautor der Blasphemie anprangerte. Anschließend folgte ein weiterer Beitrag, in dem seine kurdische Identität hervorgehoben und kritisiert wurde. Dadurch wurde die türkischen Behörden in negativer Weise auf ihn aufmerksam. Dies führte schließlich zu einer Anklage aufgrund von acht Tweets, die er zwischen 2013 und 2014 veröffentlicht hatte. Keiner dieser Tweets enthielt jedoch Aufrufe zur Gewalt oder Ähnliches. Es handelte sich lediglich um Neujahrsgrüße und Beiträge zur Situation im syrischen Kobanê. 2022 verurteilte ein türkisches Gericht ihn wegen dieser Tweets von 2014 zu einer Haftstrafe von einem Jahr, sechs Monaten und 22 Tagen.
Ekincis Roman Rüyası Bölülenler (Die, deren Träume zerbrochen sind) – bei der Frankfurter Buchmesse 2014 noch am Stand des türkischen Kulturministeriums präsentiert – wurde im März 2023, neun Jahre nach der Veröffentlichung, wegen angeblicher Terrorpropaganda für die PKK beschlagnahmt und verboten.

## Werke (Auswahl)
- Meyaser'in Uçuşu. 2004
- Sırtımdaki Ölüler. 2007
- Bana İsmail Deyin. 2008
- Günün birinde. 2016
  - Der Tag, an dem ein Mann vom Berg Amar kam. Übersetzung Oliver Kontny. Verlag Antje Kunstmann, München 2017, ISBN 978-3-95614-166-9.
- Peygamberin endişesi.
  - Die Tränen des Propheten. Übersetzung Oliver Kontny. Verlag Antje Kunstmann, München 2019, ISBN 978-3-95614-317-5.
- Cennetin kayıp toprakları
  - Das ferne Dorf meiner Kindheit. Übersetzung Gerhard Meier. Verlag Antje Kunstmann, München 2023, ISBN 978-3-95614-559-9.[6]
- Rüyası Bölülenler
  - Die, deren Träume zerbrochen sind. Übersetzung Gerhard Meier. Verlag Antje Kunstmann, München 2025, ISBN 978-3-95614-652-7

## Auszeichnungen
- 2022 Haldun-Taner-Preis
- Human Rights Association Story Award[4]
- Sonderpreis der Jury beim Istanbuler Filmfestival (für die Filmadaption seines Romans Cennetin Kayıp Toprakları; dt. Das ferne Dorf meiner Kindheit)